# Toponimi latini dei comuni della città metropolitana di Firenze
Questo elenco comprende i toponimi latini dei comuni della città metropolitana di Firenze effettivamente usati in epoca classica, medievale e moderna.

## Elenco
| Endonimo italiano           | Toponimo latino principale                                                      | Varianti | Antropotoponimo (nome degli abitanti)             | Note                                        |
| --------------------------- | ------------------------------------------------------------------------------- | --- | ------------------------------------------------- | ------------------------------------------- |
| Firenze                     | Florentia -ae                                                                   | Florencia, Florentia Tuscorum, Florentina Colonia, Fluentia                                                                         | Florentini                                        |                                             |
| Bagno a Ripoli              | Balneum ad Ripulas                                                              | Balneum, Balneum Ripolis, Ripulae, Quartus ab Urbe Lapis, Plebs Sancti Petri ad Quartum, Plebs Sancti Petri Ripulis                 | Balnses, Ripulenses                               |                                             |
| Barberino di Mugello        | Barberinum -i o Barberinum Mucellanum                                           | Barberinus, Barberinum Mucelli | Barberinenses                                     |                                             |
| Barberino Val d'Elsa        | Barberinum -i o Barberinum Vallis Elsae                                         | Barberinus, Barberinum Vallis Elsae                                                                                                 | Barberinenses                                     |                                             |
| Borgo San Lorenzo           | Burgus Sancti Laurentii                                                         | Anneianum | Burgenses, Burghiciani, Anneianenses              |                                             |
| Calenzano                   | Calentianum -i                                                                  | Calentianus | Calentianenses                                    |                                             |
| Campi Bisenzio              | Campi -orum                                                                     | Campi apud Bisentium | Campiani, Campienses                              |                                             |
| Capraia e Limite            | Capraria -ae et Limes -itis                                                     | | Caprarini, Limitenses                             |                                             |
| Castelfiorentino            | Castrum Timiniani o Timinianum, ì                                               | Castrum Timiniani in Valle Elsae, Castrum Timiniani in Valle Elsae, Castellum Timiniani, Castrum Florentinum, Castellum Florentinum | Timinianenses, Castellanenses                     |                                             |
| Cerreto Guidi               | Cerretus Greti                                                                  | Cerretum, Cerretus Creti, Cerretus Guidi                                                                                            | Cerretenses                                       |                                             |
| Certaldo                    | Certaldum -i                                                                    | Certaltus, Cerretus Altus | Certaldenses                                      |                                             |
| Dicomano                    | Decomanum -i                                                                    | Comanum, Decumanus | Decomanenses                                      |                                             |
| Empoli                      | Empolum -i, Empolis -is                                                         | Emporium, Empoliae, Imporis, In Portu                                                                                               | Emporienses, Emporici                             | Nella Tabula Peutingeriana: In Portu        |
| Fiesole                     | Faesulae -arum                                                                  | Fesulae, Faesula, Faesulae Etruscorum, Fesula                                                                                       | Faesulani, Fesulani                               |                                             |
| Figline e Incisa Valdarno   | Fighinae et Ancisa                                                              | Fighinae -arum, Fighinum, Fichinum, Figlinae, Figlinae Vallis Arni, ad Aquilam / Ancisa -ae, Incisa Vallis Arni                     | Fighinenses, Figlinenses / ''Ancisenses, Ancisani |                                             |
| Firenzuola                  | Florentiola -ae                                                                 | Castrum Florentiolae, Florentia | Florentiolini                                     |                                             |
| Fucecchio                   | Ficeclum -i oppure Ficiechium -i                                                | Ficetulum, Ficiclum, Fucechius, Fucecchium                                                                                          | Ficeclenses, Fucecchienses                        |                                             |
| Gambassi Terme              | Gambassium -ii                                                                  | Cambassi, Cambasi | Cambasienses                                      |                                             |
| Greve in Chianti            | Burgus Grevis                                                                   | Grevis -is, Greve -is | Grevisiani, Grevesani                             |                                             |
| Impruneta                   | Pinita -ae, in Pinita                                                           | in Pineta, Impineta, in Prunetis, in Pruneta, Impruneta -ae                                                                         | Imprunetenses, Impinetenses                       |                                             |
| Lastra a Signa              | Castrum Lastrae o Lastra -ae                                                    | Lastra Gangalandi, Lastra Ghangalandi, Lastra ad Signiam, Lastra ad Exineam, Lastra ad Sineam                                       | Lastriciani, Lastrenses                           |                                             |
| Londa                       | Unda -ae                                                                        | Insula in Valle Sevis, Londa | Undenses                                          |                                             |
| Marradi                     | Marradum -i                                                                     | Marradium, Castellum de Marato, Castellum, Castrum Marati                                                                           | Marradenses                                       |                                             |
| Montaione                   | Mons Ajonis                                                                     | Mons Allonis | Monteajonenses                                    |                                             |
| Montelupo Fiorentino        | Mons Lupus                                                                      | Montelupus, Mansio ad Arnum | Montelupini                                       | Nella Tabula Peutingeriana: Mansio ad Arnum |
| Montespertoli               | Mons Sighipertuli                                                               | Mons Spertolus | Sighipertulenses, Montesighipertulenses           |                                             |
| Palazzuolo sul Senio        | Palatiolum -i                                                                   | Palatiolum Romandiolae, Palatiolum apud Simnium                                                                                     | Palatiolenses                                     |                                             |
| Pelago                      | Pelagum -i o Castrum Pelaghi                                                    | Pelaghus | Pelaghenses                                       |                                             |
| Pontassieve                 | Castrum Sancti Angeli ad Ponte Sevis                                            | Castrum Sancti Angeli de Ponte Sevis, Pons ad Sevem, Pons ad Sevam, Pons Sevis                                                      | Sevispontici, Sevispontani                        |                                             |
| Reggello                    | Castrum Novum Plebis Cassiae                                                    | Castrum Novum de Cassia, Reggellum                                                                                                  | Reggellenses                                      |                                             |
| Rignano sull'Arno           | Rignanum -i                                                                     | Rignanum apud Arnum, Arinianum | Rignanenses                                       |                                             |
| Rufina                      | Rufina -ae                                                                      | | Rufinenses                                        |                                             |
| San Casciano in Val di Pesa | Fanum Sancti Cassiani                                                           | Decimus ab Urbe Lapis | Cassianenses, Cassianopolitani                    |                                             |
| San Godenzo                 | Fanum Sancti Gaudentii                                                          | | Gaudentini, Gaudentiopolitani                     |                                             |
| Scandicci                   | Scandicci -is, Scandicci -orum                                                  | Casellina et Turres | Scandiccenses                                     |                                             |
| Scarperia e San Piero       | Castrum Sancti Barnabae et Plebs Sancti Petri o Scarperia et Plebs Sancti Petri | Scarperia, Castrum Sancti Barnabae / Plebs Sancti Petri de Sieve, Fanum Sancti Petri ad Sievem                                      | Scarperienses e Petrenses                         |                                             |
| Sesto Fiorentino            | Sextum Florentinum                                                              | Ad Sextum ab Florentia Lapidem, Sextus ab Urbe Lapis                                                                                | Sextenses                                         |                                             |
| Signa                       | Exinea -ae                                                                      | Asinia, Sinea, Signia | Exineaenses                                       |                                             |
| Tavarnelle Val di Pesa      | Tabernulae -arum                                                                | Tabernulae Vallis Pesae | Tabernulenses                                     |                                             |
| Vaglia                      | Vallea -ae                                                                      | | Vallenses                                         |                                             |
| Vicchio                     | Viculum -i                                                                      | Viclum, Vicchium | Viculenses, Viclenses                             |                                             |
| Vinci                       | Vinci (Locativo: Vincis)                                                        | Castrum Vinci, Vincium Florentinum                                                                                                  | Vinciani                                          |                                             |